# Polixénia
A Polixénia görög eredetű női név, jelentése: vendégszerető.

## Névnapok
- július 30.
- szeptember 13.

## Híres Polixéniák
- Polixénia Krisztina hessen–rheinfels–rottenburgi tartománygrófnő (1706–1735) III. Károly Emánuel szárd–piemonti király felesége
- Daniel Polixénia (1720–1775) írónő
- Wesselényi Polixéna (1801–1878) erdélyi bárónő, az első nő, aki magyar nyelven útleírást írt
- Pulszky Polixénia (1857–1921) írónő

## További keresztnevek
- Magyar névnapok listája dátum szerint
- Magyar névnapok listája betűrendben